# Mostafa Adl

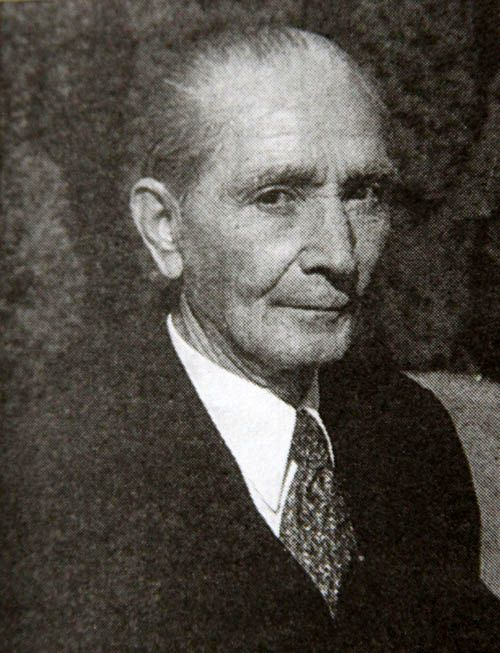
Mostafa Adl

Mostafa Adl (persisch مصطفی عدل; * 1882 in Täbris; † 12. Juli 1950 in Teheran) war ein persischer Jurist, Rechtsprofessor, Minister, Diplomat und Senator.

## Werdegang
Er war der Sohn von Rokn-al-ʿAdāla, oberster Richter der Provinz Ḵorāsān in Aserbaidschan. Er erhielt seine Grundschulausbildung in Täbris, in Ägypten erhielt er seine Sekundarschulbildung. Anschließend wurde er Bachelor of Laws der Universität Paris.
Am 8. August 1909 übernahm er in einem Strafprozess zum ersten Mal in der persischen Rechtsgeschichte die Rolle eines Staatsanwaltes.
Anschließend trat er in den auswärtigen Dienst und wurde Gesandtschaftssekretär dritter Klasse in Kairo. Anschließend war er Gesandtschaftssekretär zweiter Klasse in Tiflis. In der Folge war er Hilfsarbeiter im Übersetzungsbüro des Außenministeriums. 1918 war er Innenminister im Kabinett von Hassan Vosough.
Des Weiteren wurde er im Justizministerium beschäftigt und war gleichzeitig Professor an der Schule für Politikwissenschaft. Vom 2. Juni 1926 bis 13. Juni 1926 war er Justizminister. Anschließend arbeitete er für das Bildungsministerium und das Innenministerium. In dieser Zeit erhielt er den Titel Manṣur-al-Salṭana.
Von 1935 bis 1939 war er iranischer Gesandter in Bern sowie als ständiger iranischer Delegierter beim Völkerbund in Genf. Von 1940 bis 1941 war er Gesandter in Rom.
Nach der Anglo-sowjetische Invasion des Iran und der Aufhebung der Beziehungen zwischen dem Iran und Italien wurde er nach Teheran zurückgerufen. Von 30. August 1941 bis 6. August 1942 während der Besetzung des Iran durch die Alliierten war er Kulturminister. Zeitgleich war er auch Kanzler des Rechts-, Politik- und Wirtschaftskollegium. In der letzten Umbildung des Kabinetts von Mohammad Ali Foroughi wurde er Kultusminister, aber Foruḡi und sein Kabinett traten zurück, nachdem sie von den Madschles eine geringe Zustimmung erhalten hatten. Im Kabinett von Ali Soheili begann er auch als Kulturminister und wurde 1943 Minister ohne Geschäftsbereich. Er setzte dieses Amt im Kabinett von Mohammad Sa'ed Maraghei fort.
1944 war er Justizminister im Kabinett von Morteza Gholi Bayat.
In den Kabinetten von Ebrahim Hakimi und Mohsen Sadr war er Minister ohne Geschäftsbereich.

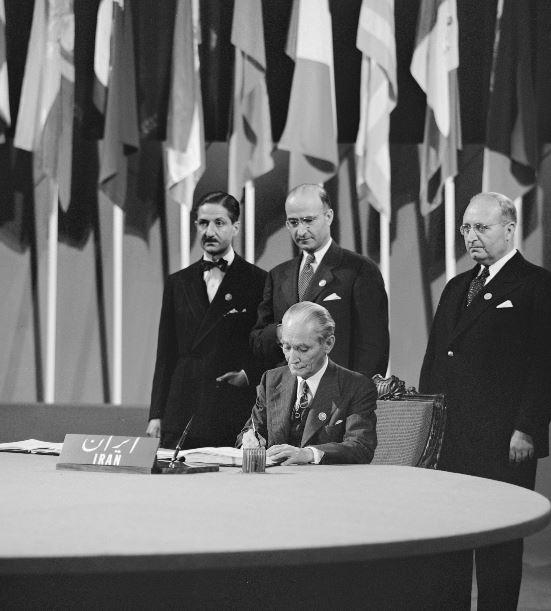
Mostafa Adl als Vertreter des Iran bei der Konferenz von San Francisco.

1945, hielt ʿAdl einen langen, überzeugenden Vortrag über die Besetzung des Iran und die Zahlung von Reparationen für die durch den Krieg verursachten Schäden. Anschließend nahm er an der Versammlung der Vereinten Nationen teil und kämpfte um die Anerkennung der Rechte des Iran und ihrer territorialen Integrität. Vom 25. April 1945 bis zum 26. Juni 1945 leitete er die iranische Delegation zur Konferenz von San Francisco.
1947 wurde er von Aḥmad Qawām zum Justizminister ernannt. Danach wurde er erneut Minister ohne Geschäftsbereich, ein Amt, das er in den Kabinetten von Abdolhossein Hazhir und Mohammad Sa'ed Maraghei innehatte.
1949 wurde er zum Senator für die Provinz Aserbaidschan gewählt, ein Jahr bevor er an Krebs starb.

## Als Rechtsgelehrter
ʿAdl war nicht nur Professor und Kanzler der Hochschule für Recht und Politik, er war auch ein bedeutender Rechtsgelehrter. Ein halbes Jahrhundert lang war er Mitglied aller Kommissionen, die für die Ausarbeitung von Gesetzen verantwortlich waren, darunter ein auch Zivilrecht. Seine auf Persisch und auf Französisch veröffentlichten Kommentare zu Verfassungsrecht und Strafrecht wurden an den politischen und juristischen Schulen im Iran unterrichtet.
Sein bedeutendstes Werk ist Ḥoquq-e madani (Teheran, 1929), ein Kommentar zum iranischen Zivilrecht, der mehr als zehn Auflagen erfuhr und zum Modell für zukünftige Kommentare zum Zivilrecht wurde.
Als 1928 die iranische Nationalbank gegründet wurde, war Adl ihr Rechtsberater und spielte eine wichtige Rolle bei der Ausarbeitung der Gesetze in Bezug auf Finanz- und Währungsfragen. Einmal war er auch Mitglied des Ausschusses, der die Nationalbank beaufsichtigte.